# Руски хребет
Да не се бърка с Руските планини – на Чукотка и на Антарктида.
Руският хребет е мощен планински хребет в Западен Китай, в Синдзян-уйгурския автономен регион и е съставна част от планинската система на Кунлун. Простира се от запад-югозапад на изток-североизток на протежение около 400 km, между долините на реките Керия на запад и Карамуран на изток. Първата го отделя от хребета Музтаг, а втората – от хребета Алтънтаг (Алтъншан). От централната му част на изток се простира мощния хребет Аркатаг (Пржевалски). Максимална височина връх Актаг 6705 m. Изграден е предимно от гнайси, кристалинни шисти и гранити. Състои се от 3 до 5 успоредни хребета, разделени от тесни тектонски долини. Северният склон на планината, с височина около 4000 m, стръмно се спуска към Кашгарската равнина и в неговите подножия е разположена ивица от оазиси. Относителното превишение на южния склон, обърнат към Тибетската планинска земя е около 1500 m. Северните склонове са заети от солянкови пустини и пелинови остепнени растителни формации, а южните са заети студени пустинни ландшафти. В хребета има наколко малки ледника. Руският хребет е открит и за първи път изследван и грубо картиран от руския учен академик и генерал Николай Пржевалски в хода на неговата 2-ра тибетска експедиция през 1885 година. Пржевалски нарича този хребет Руски в памет за приноса на руснаците за изучаване на географията на Централна Азия.